# Teen Idles
Teen Idles fue una banda estadounidense de hardcore punk formada en Washington D. C. en agosto de 1979, cuyos integrantes fueron Nathan Strejcek, Geordie Grindle, Ian MacKaye y Jeff Nelson. Grabaron dos demos y un EP, lanzado antes de la separación en 1980. Fueron la primera banda en grabar para el sello independiente Dischord Records, además de ser punta de lanza tanto en el movimiento straight edge y el D.C. hardcore, posterior a la separación, MacKaye y Nelson formarían la agrupación seminal de punk Minor Threat.
Teen Idles fue una de las primeras bandas de hardcore de inicios de los 80s en salir de la escena regional para salir de gira y vender a nivel nacional. Inspirados por otras bandas punk estadounidenses como The Cramps, Bad Brains y Black Flag, la música de la banda fue una forma temprana de hardcore, y un intento, en palabras de MacKaye, de “alejarse de la música verdaderamente corrupta”. Sus presentaciones, letras y estilo musical buscaron revivir un movimiento punk que había perdido su sello original.

## Historia

### Formación
En 1978, Ian MacKaye descubrió el punk rock a través de una estación local de radio, la WGTB de la Universidad de Georgetown. Conoció a Jeff Nelson, compañero de clase, después de que Nelson colocara una bomba casera afuera de la escuela y MacKaye fuera a investigar. Los dos se volvieron amigos y pronto descubrieron su interés compartido por el punk. MacKaye y Nelson asistieron a su primer concierto de punk en enero de 1979, un concierto de The Cramps a beneficio de la WGTB. El concierto inspiró a ambos, MacKaye declararía en épocas posteriores: “voló mi mente porque por primera vez vi ésta enorme comunidad, completamente invisible, que se reunía para éste evento tribal […] pensé 'esto me agrada. Éste es el mundo el que creo que puedo respirar. Esto es lo que necesito'”.
Después de ver una presentación de Bad Brains, MacKaye y Nelson empezaron a tocar en una banda punk llamada The Slinkees, con George Grindle y Mark Sulivan, amigos de la escuela. The Slinkees tocaron un solo evento antes de que Sullivan fuera a la universidad. Después del fallido intento por reclutar a Henry Garfield —posteriormente conocido como Henry Rollins-, amigo de MacKaye, la banda añadió a Nathan Strejcek como vocalista. La banda pronto cambió su nombre a Teen Idles. Después de salir de gira y practicar durante varios meses grabaron dos demos en un estudio local en febrero y abril de 1980, a pesar de que el ingeniero y una banda visitante se burlaban abiertamente mientras grababan. También empezaron a tocar en fiestas y pizzerías, abrieron para Bad Brains en una galería llamada Madam's Organ.
Para revivir el fervor del punk rock, el cual la banda sentía había sido distorsionado por el new wave, buscaron la manera de hacer su apariencia tan intimidante como fuera posible. Raparon sus cabezas, cortaron mohawks y vistieron varios accesorios punk. Nelson y MacKaye llegaron a poner tachuelas en las suelas de sus botas para hacer un ruido amenazante al caminar. La presentación visual de la banda no concordaba con su actitud; de acuerdo a MacKaye, "en nuestros shows y dentro de nuestra propia comunidad, eramos uno tipos completamente bobos. Eramos dolorosamente honestos — no robábamos en tiendas, no vandalizabamos, no hacíamos pintadas, no hacíamos nada, todos nos odiaban por nuestra apariencia".
Después de varios conciertos en D.C. abriendo para bandas como Untuchables —banda en la cual el hermano de Ian, Alec MacKaye, era cantante—, Teen Idles realizó una gira por la costa oeste de Estados Unidos en agosto de 1980. Junto a los roadies Garfield y Sullivan, la banda viajó a California. A su llegada, fueron confrontados inmediatamente por la policía, Nelson fue esposado por una horas tras retar a la policía. El tour inició eventualmente, pero les fue prohibida la entrada al Hong Kong Cafe de Los Ángeles debido a su edad. Tenían planeado originalmente abrir para Dead Kennedys y Circle Jerks, pero debieron esperar a tocar la siguiente noche, abriendo para The Mentors y Puke, Spit and Guts a cambio de solo $15 dólares. La banda impresionó a los asistentes, MacKaye declaró: "La gente quedó impactada por la velocidad con la que tocamos".
Al regresar a Washington D. C., Skip Groff, dueño de una tienda de discos llamada Yesterday and Today en Washington, les pidió grabar algunos temas en Inner Ear, un pequeño estudio de grabación en Arlington, Virginia. Conocieron al dueño e ingeniero Don Zientara, el estudio consistía de una grabadora de cuatro pistas en la casa de Zientara. Teen Idles tocaron en vivo en el sótano mientras Zientara se encargaba del audio y Groff producía. Sin embargo, la banda no supo que hacer con las cintas y finalmente las almacenaron.

### Separación yMinor Disturbance
A finales de 1980, los miembros de la banda decidieron separarse, principalmente debido a las rencillas entre Grindle y Nelson. La nueva novia de Grindle, "nacida de nuevo" dentro de la religión cristiana, no estaba de acuerdo con la banda, causando que Grindle cuestionara su existencia en la banda. Los problemas entre Grindle y Nelson, quien era abiertamente ateísta, crecieron hasta que Grindle dejó la banda. El último show fue el 6 de noviembre, abriendo para SVT en el 9:30 Club, fue un evento clave para la popularidad de los eventos all ages donde no se servía alcohol, y por lo cual no había restricciones para la entrada. Antes de tocar en Mabuhay Gardens en California, se le permitió acceso a la banda al portar grandes X en el dorso de las manos para mostrar que eran menores de edad y no se les podía servir alcohol. Sugirieron esta idea a la gerencia del 9:30 Club de regreso en Washington y prometieron que si algún joven era sorprendido tomando alcohol, el club les podría prohibir la entrada. La gerencia aceptó y el último show de Teen Idles ocurrió sin incidentes.
Después de un año de gira, la banda ganó un total de $700 dólares. Contaban con dos opciones: dividir el dinero entre los miembros, o publicar las grabaciones que hicieran con Don Zientara en Inner Ear. Tras elegir la última, Nelson, Strejcek y MacKaye formaron Dischord Records con la ayuda de Groff para lanzar las grabaciones. Publicado en enero de 1981 con un tiraje inicial de mil copias, Minor Disturbance fue un éxito local, siendo programado en la radio y reseñado en fanzines tales como Touch and Go, gracias a esto, Dischord ahora tenía suficiente dinero para lanzar discos de otras bandas.
Después de la desintegración de la banda, Grindle no continuó con su carrera en la música. Cuando Minor Disturbance fue lanzado, Nelson y MacKaye ya habían formado Minor Threat, el primer show de la banda fue el 17 de diciembre de 1980. Strejcek manejó el sello Dischord Records, hasta que Nelson y MacKaye, decepcionados por la poca dedicación de Strejcek, "decidieron recuperarlo". Teen Idles apareció en varios compilados de hardcore a través de los 80s y 90s, para celebrar el lanzamiento número 100 de Dischord publicaron Teen Idles en 1996 el cual está formado por los dos demos grabados en febrero y abril de 1980.

## Estilo musical y actitud
De acuerdo al periodista Michael Azerrad, Teen Idles "tocaron melodías proto-hardcore que empalaron su entorno social". MacKaye posteriormente explicaría en el documental Another State of Mind: "Cuando me volví punk, mi pelea principal era contra la gente a mi alrededor — amigos". A la edad de trece años, MacKaye se mudó a Palo Alto, California durante nueve meses, al regresar sus amigos empezaron a consumir drogas y beber alcohol. En sus palabras: "Dije. 'dios, yo no quiero ser como estas personas, no encajo para nada con ellos'. Y fue una alternativa".
El emblema gráfico más representativo del movimiento straight edge, una X negra, comúnmente dibujada en el dorso de las manos con un marcador, tiene su origen, según MacKaye, en el club Mabuhay Gardens de San Francisco, "descubrieron que eramos menores de edad y no nos permitirían tocar. Llegamos a un acuerdo con la gerencia ya que solo queríamos tocar y no íbamos a tomar alcohol, así que tomaron un marcador y pusieron una X grande en la mano, cuando regresamos a Washington D.C. y fuimos a este club, el 9:30, dijimos 'hey miren, no vamos a tomar y pondremos esta X en nuestra mano, si nos ven tomando pueden sacarnos para siempre. No vamos a tomar, solo vinimos a ver el show'". La banda adoptó la marca, y aunque inicialmente serviría para representar a la juventud, se convirtió en un emblema más amplio para bandas para presentarse ante audiencias por debajo de la edad mínima para consumir alcohol. Para MacKay en ese entonces el símbolo "no suponía representar el straight edge, suponía representar ser jóvenes. Era sobre jóvenes punk rockers.
La mayoría de las letras de la banda fueron escritas por MacKaye. Al igual que la apariencia del grupo, las letras tocaban temas en contra de la dominante escena new wave, la complacencia percibida por parte de bandas de la primera ola del punk, tales como The Clash y The Damned a inicios de los 80s. En "Fleeting Fury", Sterjcek argumenta: "La ropa que visten ha perdido el aguijón / Así como la furia en las canciones que cantan". Teen Idles fue fuertemente influenciada por bandas punk en Washington y California, tales como Bad Brains, Black Flag y The Germs. La influencia de estas bandas se refleja en las canciones de la banda, las cuales consistían principalmente de Strejcek gritando sobre un beat hardcore uno-dos, con MacKaye y Grindle tocando riffs cortos y rápidos, intercalados con solos de guitarra rápidos por parte de Grindle.

## Discografía
- Minor Disturbance, Dischord, 1981
- Teen Idles, Dischord, 1996